# Список послов СССР и России в Бенине
В статье представлен список послов СССР и России в Бенине (до 1975 — Дагомее).
- 4 июня 1962 г. — установление дипломатических отношений на уровне посольств.

## Список послов
| Срок полномочий                     | Посол                           | Годы жизни | Вручение верительных грамот | Комментарии         |
| ----------------------------------- | ------------------------------- | ---------- | --------------------------- | ------------------- |
| СССР                                |                                 |            |                             |                     |
| 10 августа 1963 — 4 мая 1966        | Анвар Марасулович Кучкаров      | 1916—1996  | 23 августа 1963             | По совместительству |
| 4 мая 1966 — 17 августа 1968        | Александр Никитич Абрамов       | 1905—1973  | 19 июля 1966                |                     |
| 17 августа 1968 — 11 ноября 1969    | Вячеслав Андреевич Кареткин     | 1914—1982  | 14 октября 1968             |                     |
| 11 ноября 1969 — 13 апреля 1975     | Игорь Назариевич Жуковский      | 1918—1997  | 26 февраля 1970             |                     |
| 13 апреля 1975 — 8 апреля 1979      | Иван Степанович Ильин           | 1918—1988  | 21 июня 1975                |                     |
| 8 апреля 1979 — 29 августа 1985     | Виталий Иванович Агапов         | 1927—2014  | 24 мая 1979                 |                     |
| 29 августа 1985 — 24 июля 1990      | Валентин Викторович Павлов      | 1929—2017  |                             |                     |
| 24 июля 1990 — 25 декабря 1991      | Виталий Константинович Журавлёв | 1932—2006  |                             |                     |
| Российская Федерация                |                                 |            |                             |                     |
| 25 декабря 1991 — 22 апреля 1992    | Виталий Константинович Журавлёв | 1932—2006  |                             |                     |
| 31 декабря 1992 — 8 мая 1998        | Юрий Петрович Чепик             | род. 1939  |                             |                     |
| 8 мая 1998 — 17 июля 2002           | Владимир Павлович Тимофеев      | род. 1943  |                             |                     |
| 17 июля 2002 — 30 июня 2008         | Владимир Семёнович Тимошенко    | род. 1943  |                             |                     |
| 30 июня 2008 — 31 мая 2013          | Юрий Григорьевич Гращенков      | 1945—2022  |                             |                     |
| 31 мая 2013 — 7 августа 2017        | Олег Владимирович Ковальчук     | род. 1956  |                             |                     |
| 7 августа 2017 — по настоящее время | Игорь Дмитриевич Евдокимов      | род. 1956  | 3 мая 2018                  |                     |